# 麥克·奇歐達
麥克·奇歐達（英語：Mike Chioda，1966年8月1日—），本名麥可·約瑟夫·麥克·奇歐達（英語：Michael Joseph Mike Chioda），是世界摔角娛樂（WWE）旗下職業摔角裁判，並在世界摔角娛樂節目WWE Raw和WWE SmackDown中亮相。
在麥克·奇歐達的裁判事業中，麥克是世界摔角娛樂現任的裁判長，也裁判過多次重要的付費賽事。